# Хартикайнен, Тему
Те́му Хартика́йнен (фин. Teemu Hartikainen; род. 3 мая 1990, Куопио) — финский хоккеист,  выступающий за финский клуб «КалПа». Олимпийский чемпион 2022 года и чемпион мира 2022 года в составе сборной Финляндии.

## Карьера

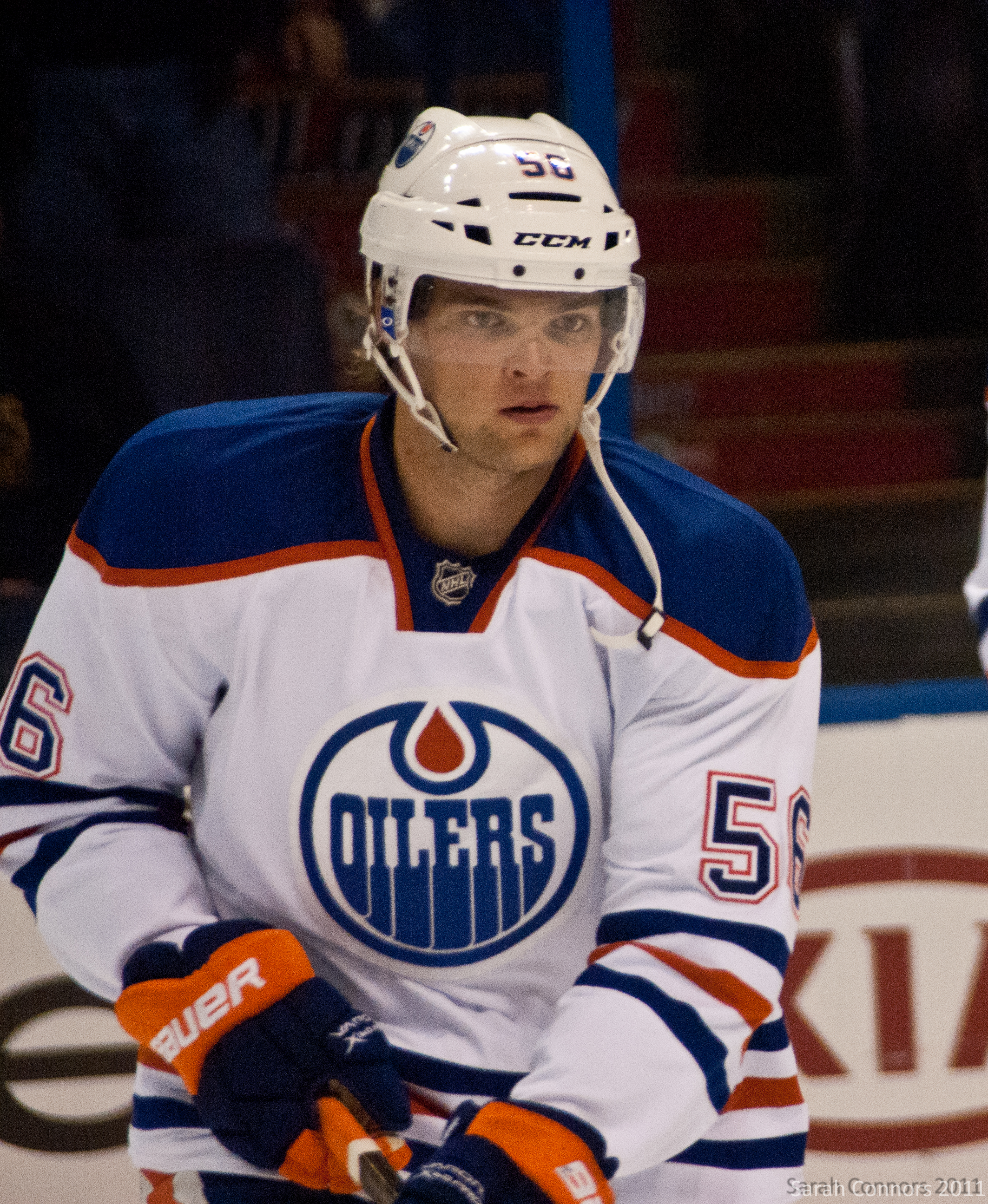
Хартикайнен в составе «Эдмонтон Ойлерз»

Начинал карьеру в клубе КалПа СМ-лииги.
В 2008 году задрафтован под общим 163-м номером клубом «Эдмонтон Ойлерз». В 2009 году был признан лучшим новичком СМ-лииги (трофей памяти Ярмо Васама).
Участник юниорского чемпионата мира (2008), молодёжного чемпионата мира (2009, 2010).
10 июня 2013 года заключил двухлетний контракт с клубом КХЛ «Салават Юлаев». В 2015 году продлил соглашение с «Салаватом» на два года. 10 ноября 2016 года сделал хет-трик в ворота «Нефтехимика» (4:1).
31 марта 2017 года снова продлил контракт с «Салаватом» на 2 года. В конце февраля 2019 года контракт с Хартикайненом был снова продлён на 1 год. 6 января 2020 года сделал хет-трик в ворота ЦСКА (4:1). Это был один из самых ранних хет-триков в истории КХЛ, свою третью шайбу Хартикайнен забросил на 17-й минуте матча.
27 января 2020 года Хартикайнен продлил контракт с «Салаватом Юлаевым» на 2 года. 15 сентября 2020 года набрал пять очков (2+3) в игре против «Торпедо» НН (6:2). 10 января 2021 года в матче против «Ак Барса» (7:3) стал первым в истории финским хоккеистом, который забил четыре шайбы в одной игре в КХЛ.
4 марта 2022 года ХК «Салават Юлаев» сделал заявление о том, что Теему покидает клуб. Контракт расторгнут по обоюдному соглашению сторон.
10 августа 2022 года Хартикайнен подписал контракт со швейцарским клубом «Женева-Серветт» сроком на один сезон. В сезоне 2022/23 набрал 43 очка (28+15) в 48 матчах регулярного сезона. В плей-офф набрал 12 очков (8+4) в 18 матчах и помог команде впервые стать чемпионом Швейцарии. В сезоне 2023/24 сыграл менее результативно — 32 очка (8+24) в 51 матче чемпионата Швейцарии. В Лиге чемпионов набрал 11 очков (5+6) в 13 матчах и помог клубу выиграть турнир.

### Игровые прозвища
На вопрос «Имеете ли Вы игровое прозвище?», Тему Хартикайнен ответил, что его называют Харски, по персонажу финского комедийного фильма конца 1980-х, начала 1990-х годов, роль которого сыграл актёр Спид Пасанен.

## Достижения
- Лучший финский бомбардир в истории КХЛ (419 очков в 561 матче регулярных сезонов и плей-офф)[4]
- Олимпийский чемпион 2022 года
- Чемпион мира 2022 года
- Чемпион Швейцарии: 2022/23
- Победитель Хоккейной Лиги чемпионов: 2024.

## Личная жизнь
Женат на Анниине Хартикайнен (в девичестве Рёнккё) с 4 июля 2016 года
Сын (род. 5 марта 2017 г.). 8 октября 2021 года родилась дочь.
Увлечения — рыбалка и охота.

## Статистика
| Легенда | Легенда                    | Легенда | Легенда                   | Легенда | Легенда    |
| ------- | -------------------------- | ------- | ------------------------- | ------- | ---------- |
| И       | Количество проведённых игр | Штр     | Штрафное время            | +/−     | Плюс-минус |
| Г       | Голы                       | П       | Голевые передачи          | О       | Очки       |
| -       | Статистика неизвестна      | —       | Статистика не учитывалась |         |            |